# Limonium carpathum
Limonium carpathum är en triftväxtart som först beskrevs av Karl Heinz Rechinger, och fick sitt nu gällande namn av Karl Heinz Rechinger. Limonium carpathum ingår i släktet rispar, och familjen triftväxter. Inga underarter finns listade i Catalogue of Life.